# Пушкарёва, Татьяна Ивановна
Татья́на Ива́новна Пушкарёва (род. 26 сентября 1985, Полозайка), в девичестве Шипи́цина — российская легкоатлетка, специалистка по бегу на длинные дистанции и марафону. Выступала на профессиональном уровне в 2007—2012 годах, призёрка ряда крупных международных стартов на шоссе, в том числе Бостонского марафона, Сибирского международного марафона и других, участница чемпионата Европы в Барселоне. Представляла Пермский край. Мастер спорта России международного класса.

## Биография
Татьяна Пушкарёва родилась 26 сентября 1985 года в деревне Полозайка Кочёвского района Коми-Пермяцкого автономного округа. Серьёзно заниматься лёгкой атлетикой начала сравнительно поздно, в разное время проходила подготовку под руководством тренеров А. Зайцева, С. С. Серёгина, С. А. Попова, Е. И. Поповой. Окончила факультет физического воспитания Пермского государственного педагогического университета.
Впервые заявила о себе в сезоне 2007 года, когда в беге на 10 000 метров выиграла бронзовую медаль на молодёжном всероссийском первенстве в Туле. Попав в состав российской сборной, выступила на молодёжном европейском первенстве в Дебрецене, где в той же дисциплине финишировала шестой. Также в этом сезоне заняла 14-е место на чемпионате России по полумарафону в Новосибирске.
В 2008 году стала второй на Сибирском международном марафоне в Омске (2:34:55) и четвёртой на марафоне в Сан-Антонио (2:40:01).
В 2009 году одержала победу на марафонах в Нашвилле (2:36:44) и Сан-Антонио (2:30:30), была второй на Балтиморском марафоне (2:35:45).
В 2010 году с результатом 2:26:14 финишировала второй на Бостонском марафоне, уступив три секунды эфиопке Тейбе Эркессо. Благодаря этому успешному выступлению удостоилась права защищать честь страны на чемпионате Европы в Барселоне, где в конечном счёте сошла с дистанции. Завершила сезон выступлением на Нью-Йоркском марафоне, показав на финише 14-й результат — 2:34:05.
На Бостонском марафоне 2011 года показала время 2:29:20 и заняла 15-е место.
Завершила спортивную карьеру по окончании сезона 2012 года в связи с травмой.
За выдающиеся спортивные достижения удостоена почётного звания «Мастер спорта России международного класса».
Впоследствии неоднократно принимала участие в различных пробегах в качестве любителя, работала тренером в беговой школе I Love Supersport в Перми.